# كارل لودفيج هينكه
كارل لودفيج هينكه (بالألمانية: Karl Ludwig Hencke) هو فلكي هاوي ألماني الأصل من مواليد 8 أبريل 1793 ووفيات 21 سبتمبر 1866.
اكتشف هينكه كويكِبَين وهما 5 آستريا و6 هيبي بين عامي 1845 و1847.
يخلط البعض بينه وبين الفلكي الألماني يوهان إنكه، رغم أنهما شخصان مختلفان.